# Přistoupení k dluhu
Přistoupení k dluhu (tzv. kumulativní intercese) je způsob změny v osobě dlužníka, při kterém se vedle stávajícího dlužníka zaváže nově přistupující dlužník a stanou se spoludlužníky. Vztah věřitele k původnímu dlužníkovi zůstává nezměněn. To znamená, že dokud není dluh úplně splacen, může věřitel dluh požadovat po kterémkoli z dlužníků (odpovídají společně a nerozdílně neboli „jeden za všechny a všichni za jednoho“). Přistoupení třetí osoby tak může zvýšit šanci na úspěšné řešení pohledávky. Již se nerozlišuje, zda se jedná o dluh peněžitý či nepeněžitý. Zákon vyžaduje u přistoupení k dluhu, aby byla uzavřena smlouva mezi novým dlužníkem a věřitelem. Smlouva o přistoupení k dluhu může být uzavřena jak písemně, tak ústně (z důvodu právní jistoty se doporučuje uzavřít smlouvu písemnou formou). Přistoupení k dluhu je možné pouze k existujícímu dluhu, případně k dluhu, který vznikne teprve v budoucnu, pokud jej lze dostatečně určit. Následné plnění třetí osobou lze provést i bez souhlasu stávajícího dlužníka. Tak vzniká tzv. pasivní solidarita mezi původním a přistupujícím dlužníkem. Uzavřením smlouvy o přistoupení k dluhu se stane třetí osoba solidárním dlužníkem vedle dlužníka stávajícího.

## Historie
Všeobecný zákoník občanský (Allgemeines bürgerliches Gesetzbuch) z roku 1812 přistoupení k dluhu neznal. Kumulativní intercese byla upravena teprve v občanském zákoníku z roku 1950 v ustanovení § 268 odst. 2. Před úpravou novým občanským zákoníkem byla kumulativní intercese řešena ustanovením v občanském zákoníku z roku 1964, a to v § 531 odst. 2 pro nepeněžité závazky a v § 533 pro závazky peněžité (před novelou z roku 1991 ale upravoval občanský zákoník z roku 1964 kumulativní intercesi v jediném ustanovení § 70).

## Obsah smlouvy o přistoupení k dluhu

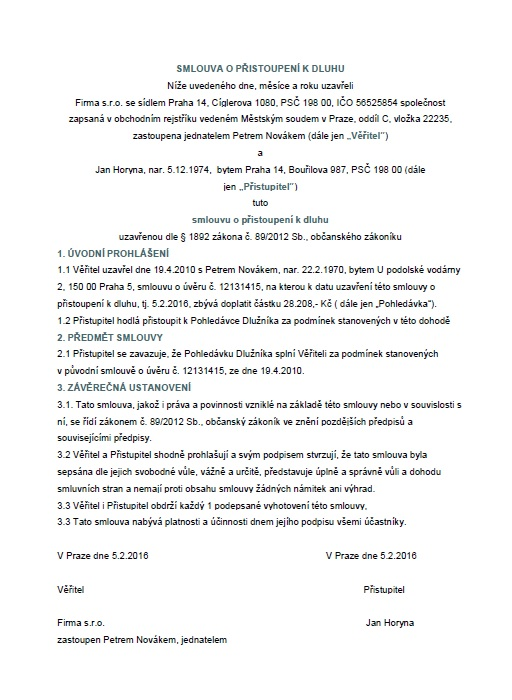
Vzor smlouvy

Nový dlužník přistupuje k dluhu na základě smlouvy uzavřené s věřitelem, aniž by bylo třeba souhlasu původního dlužníka. Zákon pro přistoupení k dluhu nevyžaduje písemnou formu. Požadavek písemné formy však může vyplývat z jiných skutečností a i s ohledem na zajištění vyššího stupně právní jistoty je tato forma doporučována. Zákon nedefinuje náležitosti takové soukromé listiny, ale z charakteru závazku vyplývá, že by měla obsahovat:
- identifikaci věřitele a nového dlužníka (přistupitele), tj. jméno a příjmení / obchodní firma, datum narození / IČO, bydliště / sídlo)
- vymezení dluhu, k němuž nový dlužník přistupuje
- identifikace a náležitosti původní smlouvy
- projev vůle dlužníka směřující k přistoupení k dluhu

## Občanský zákoník
Nový občanský zákoník upravuje přistoupení k dluhu v ustanovení § 1892 takto:
1. Kdo bez dlužníkova souhlasu ujedná s věřitelem, že za dlužníka splní jeho dluh, stává se novým dlužníkem vedle původního dlužníka a je spolu s ním zavázán společně a nerozdílně.
2. Zajistila-li dluh původního dlužníka třetí osoba, nelze proti ní nastoupit pro neplnění dluhu novým dlužníkem, ledaže k tomu dala souhlas.

### Související ustanovení
- Zákon č. 89/2012 Sb., občanský zákoník, § 1721. [cit. 19.12.2016]. Dostupné online.  [7]
- Zákon č. 89/2012 Sb., občanský zákoník, § 1, 1309, 1723, 1791, 1872, 1875, 1888, 1890, 1893, 1902, 1982, 2009, 2018, 2040. [cit. 19.12.2012]. Dostupné online.  [5]
- Zákon č. 99/1963 Sb., občanský soudní řád, § 256. [cit. 19.12.2016]. Dostupné online.  [5]